# Eschaton
Eschaton — третий студийный альбом британской блэк-дэт-метал-группы Anaal Nathrakh, выпущенный 16 октября 2006 года на лейбле Season of Mist. Альбом получил положительные отзывы от музыкальных критиков, они отмечали удачное смешение блэк-метала с грайндкором. В записи альбома участвовали басист Napalm Death Шэйн Эмбери и вокалист Mayhem и Sunn O))) Аттила Чихар.

## Список композиций
| №                   | Название                                      | Длительность |
| ------------------- | --------------------------------------------- | ------------ |
| 1.                  | «Bellum Omnium Contra Omnes»                  | 3:16         |
| 2.                  | «Between Shit and Piss We Are Born»           | 3:54         |
| 3.                  | «Timewave Zero»                               | 3:01         |
| 4.                  | «The Destroying Angel»                        | 3:11         |
| 5.                  | «Waiting for the Barbarians»                  | 4:46         |
| 6.                  | «The Yellow King»                             | 4:54         |
| 7.                  | «When the Lion Devours Both Dragon and Child» | 4:57         |
| 8.                  | «The Necrogeddon»                             | 4:11         |
| 9.                  | «Regression to the Mean»                      | 3:12         |
| Общая длительность: | Общая длительность:                           | 35:23        |

## Участники записи

### Anaal Nathrakh
- V.I.T.R.I.O.L. — вокал
- Irrumator — все инструменты

### Приглашённые музыканты
- Аттила Чихар — вокал (на «Regression to the Mean»)
- Ventnor — гитара
- Drunk — семплы
- Шэйн Эмбери — бас-гитара